# Sint Anna ter Muiden
Sainte-Anne-ter-Muyden ou Sainte-Anne-ter-Muiden (en néerlandais : Sint Anna ter Muiden, flamand occidental : Sint-Anna-ter-Mude) est un village néerlandais entièrement classé, situé en Zélande sur la frontière belge à 10 minutes de Knokke-Heist à proximité de L'Écluse, Retranchement, Cadzand et du Parc naturel du Zwin.
Sainte-Anne-ter-Muyden fait partie de la commune de L'Écluse. Jusqu'en 1880, ce fut une commune indépendante.

## Histoire

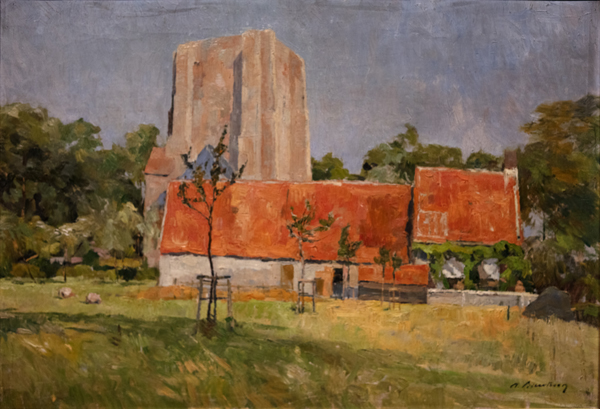
Sint Anna ter Muiden, fin d’été
Albert Baertsoen, vers 1892
Collection privée